# Antônio Barros de Castro
Antônio Barros de Castro (Rio de Janeiro, 11 de fevereiro de 1938 – Rio de Janeiro, 21 de agosto de 2011) foi um economista brasileiro. Foi presidente do Banco Nacional de Desenvolvimento Econômico e Social durante o governo Itamar Franco.

## História
Filho de um fazendeiro de café em Paraíba do Sul, Estado do Rio de Janeiro, de uma família com sete irmãos, desde cedo despertou para os problemas econômicos em função das dificuldades paternas, se envolvendo em assuntos de economia agrícola.

## Carreira
Desde a década de 60, Antônio cultivava tanto uma rica vida acadêmica quanto uma agitada atividade profissional, inclusive como homem público.

### Atividades acadêmicas
O economista começou a sua carreira acadêmica em 1956, ao entrar na Faculdade Nacional de Economia da Universidade do Brasil, atual Universidade Federal do Rio de Janeiro (UFRJ), se formando em 1959. Em 1977, tornou-se doutor em Economia pela Universidade Estadual de Campinas (Unicamp) e veio a ser professor do Instituto de Economia da UFRJ, onde se graduara em 1959. Antônio Barros de Castro também trabalhou em diversas universidades estrangeiras. Em 1972 e 1973, foi professor visitante na Universidade do Chile; de 1973 a 1974, trabalhou na Universidade de Cambridge. Foi professor visitante também na Universidade da Califórnia em Berkeley entre 1999 e 2003, e na Universidade de Oxford, em 2004, além de participar do Institute for Advanced Study da Universidade de Princeton.
Sua bibliografia inclui livros conceituados, como "Introdução à Economia: Uma abordagem estruturalista, Sete Ensaios sobre a Economia Brasileira e A Economia Brasileira em Marcha Forçada.

### Presidência do BNDES e trabalhos posteriores
Antônio Barros de Castro foi presidente do Banco Nacional de Desenvolvimento Econômico e Social (BNDES), de outubro de 1992 a março de 1993. À época, o presidente do Brasil era Itamar Franco. Atuou como conselheiro do banco entre 2004 e 2010, sendo diretor de planejamento da instituição entre 2005 e 2007.
Além disto, era professor emérito da UFRJ e consultor do Conselho Empresarial Brasil-China.

## Ideias
O economista era um desenvolvimentista. Antônio defendia a proteção de setores da economia de modo a mantê-los enquanto mudanças necessárias fossem executadas para adaptações às condições internacionais. Suas áreas de interesse incluem teorias sobre desenvolvimento e crescimento econômico, políticas industriais e tecnológicas e história econômica do Brasil.
Nos seus últimos anos, o economista mostrou grande interesse pela China. Antônio julgava que o desenvolvimento chinês mudara drasticamente o cenário internacional, o que forçaria o Brasil à uma reinvenção, de modo a se manter competitivo.

## Falecimento
Antônio Barros de Castro faleceu em 21 de agosto de 2011, aos 73 anos. O teto da laje do escritório de sua casa, localizado no bairro de Humaitá, no Rio de Janeiro, desabou, esmagando-o. Foi enterrado no Cemitério São João Batista, em Botafogo, Zona Sul do Rio de Janeiro.